# 빅 히스토리

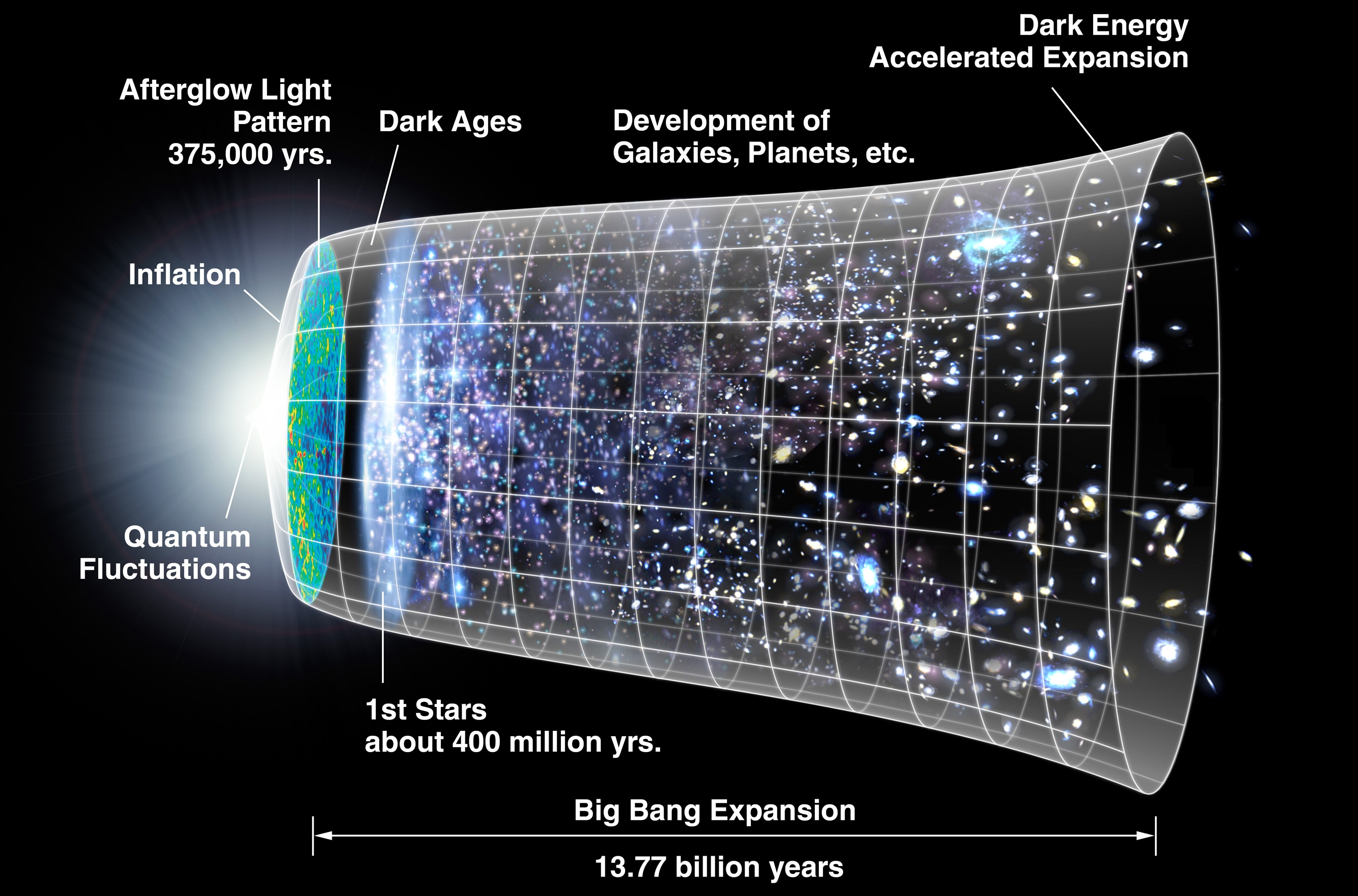
빅뱅 이론의 우주관

빅 히스토리(영어: Big History, 대역사)는 역사에 대한 관점을 인류나 우주 전체의 경과까지 넓게 확장하여 보는 학문적 움직임이다.
대중적으로 잘 알려진 칼 세이건의 《코스모스》가 이러한 시도로 유명하다. 저명 사업가 빌 게이츠가 교육 발전에 거액을 후원하여 주목받기도 하였다.

## 같이 보기
- 역사
- 우주의 역사
- 인류의 진화
- 세계사